# Hornu
Hornu (wa. i pcd. Ornu) – dzielnica (section) gminy Boussu w Belgii, w Regionie Walońskim, w prowincji Hainaut, w okręgu Mons. 1 stycznia 2020 roku liczyła 8823 mieszkańców. Do 31 grudnia 1976 samodzielna gmina. Leży w zagłębiu górniczym Borinage.

## Demografia
Liczba mieszkańców, stan na 1 stycznia:
| Rok                | 1930   | 1947   | 1961   | 2020 |
| ------------------ | ------ | ------ | ------ | ---- |
| Liczba mieszkańców | 11 847 | 10 799 | 10 845 | 8823 |